# تاریخ دریانوردی
تاریخ دریانوردی به مطالعه تعاملات انسانی و فعالیت‌های مرتبط با دریا می‌پردازد. این شاخه از تاریخ به موضوعات گسترده‌ای می‌پردازد که اغلب با رویکردی جهانی بررسی می‌شوند، هرچند تاریخ‌های ملی و منطقه‌ای همچنان جایگاه برجسته‌ای دارند. به‌عنوان یک رشته دانشگاهی، تاریخ دریانوردی اغلب مرزهای میان رشته‌های متعارف را در می‌نوردد و بر درک روابط گوناگون بشر با اقیانوس‌ها، دریاها و آبراهه‌های بزرگ جهان تمرکز دارد.
تاریخ ناوبری به ثبت و تفسیر رویدادهای گذشته مرتبط با کشتی‌ها، کشتیرانی، ناوبری و دریانوردان می‌پردازد.

## مهم ترین عملیات نجات
عملیات نجات کشتی واژگون شده کوستا کونکوردیا در آب‌های ایتالیا در تاریخ  ۲۳ دی ماه  ۹۲ آغاز شد. یک تیم چندملیتی متشکل از ۵۰۰ مهندس این کشتی به گل نشسته را به حالت عادی برگرداندند.
این کشتی ایتالیایی به گل نشسته حدود ۲۹۰ متر طول و بیش از ۱۱۴ هزار تن وزن داشت.
هزینه عملیات نجات  چندین ماه طول کشید  ۶۰۰میلیون یورو برآورد شده‌است.
کوستا کونکوردیا ۲۳ دی ماه ۱۳۹۰ واژگون شد که در آن حادثه ۳۲ نفر جان دادند.

## جنگ ها
یکی از جنگ هایی که میتوان از آن نام برد جنگ ایران و پرتقال بود